# Huta Julu (Parmonangan)
Huta Julu is een bestuurslaag in het regentschap Tapanuli Utara van de provincie Noord-Sumatra, Indonesië. Huta Julu telt 1173 inwoners (volkstelling 2010).